# Ophiocamax dominans
Ophiocamax dominans är en ormstjärneart som beskrevs av Jean Baptiste François René Koehler 1906. Ophiocamax dominans ingår i släktet Ophiocamax och familjen knotterormstjärnor. Inga underarter finns listade i Catalogue of Life.